# Salvia anatolica
Salvia anatolica là một loài thực vật có hoa trong họ Hoa môi. Loài này được Hamzaoglu & A.Duran mô tả khoa học đầu tiên năm 2005.